# Tecktonik
Ne doit pas être confondu avec Danse électro.

Logo Tecktonik

La Tecktonik est un phénomène de mode français des années 2006-2007. Initialement, « Tecktonik » désignait des soirées électro influencées par le hardstyle et le jumpstyle organisées au début des années 2000 par le Métropolis, une discothèque située à Rungis, en banlieue parisienne. La popularité croissante de ces soirées a généré un impressionnant phénomène de mode pour la danse électro chez les adolescents à travers toute la France et dans le monde entier vers 2006-2007. À partir de 2008, la popularité de la Tecktonik en France s'est rapidement émoussée.

## Historique

### Origine
En 2002, Alexandre Barouzdin, Cyril Blanc organisent les soirées Tecktonik Killer dans le cadre de leur projet Tecktonik Events dont le but était de promouvoir en France deux styles musicaux issus de Belgique et des Pays-Bas : le hardstyle et le jumpstyle. Ce projet prévoyait, pour le Metropolis, la création de trois types de soirées où devaient se réunir des disc jockeys du domaine du hardstyle : les soirées Blackout, les soirées Electro Rocker et les soirées Tecktonik Killer. Cyril Blanc explique que le nom Tecktonik est un jeu de mots avec la tectonique des plaques.

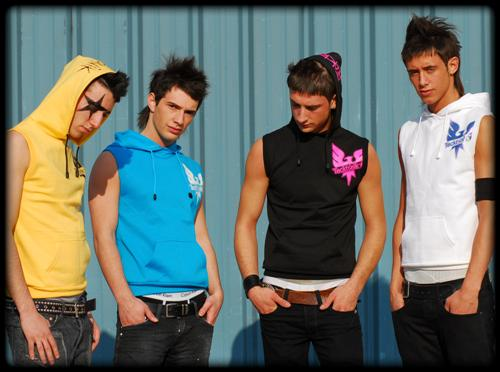
Un groupe de danseurs habillés selon le style Tecktonik.

Parallèlement aux soirées Tecktonik Killer, Cyril Blanc et Alexandre Barouzdin fabriquent, avec l'aide de designers et de commerciaux, tous les symboles (empruntés à d'autres styles) entourant le phénomène tecktonik : couleurs fluos, mitaines metal, crête punk, vêtements moulants emo, etc.. Face aux succès de ces soirées, Alexandre Barouzdin et déposent les marques « Tecktonik » et « TCK » à l'INPI puis à l'international en 2007 afin d'empêcher les autres clubs de promouvoir leurs soirées en utilisant ces termes. De nombreux produits dérivés de ces soirées sont ensuite créés dont des compilations, une marque vestimentaire, des boissons énergétiques, etc. Deux autres clubs parisiens ont ensuite pris le relais du Metropolis : le Mix Club et le Red Light.

### Phénomène de mode en France
La marque Tecktonik a connu un succès croissant et s'est diffusée en France par le biais de rassemblements dans la rue et de vidéos disponibles sur Internet. Les sites de vidéos comme YouTube ou Dailymotion permettent une diffusion extrêmement large et inconnue jusqu'alors : ce sont parmi les premières vidéos virales. Courant 2007, les médias s'intéressent au phénomène, contribuant ainsi à sa diffusion. La danse se fait connaître du grand public en apparaissant dans des clips, notamment Alive! de Mondotek ou À cause des garçons de Yelle, la version vocale de Sucker (No Sucker) de Dim Chris. En septembre 2007, la Techno Parade a contribué à établir la visibilité de la Tecktonik et est alors associée à un style vestimentaire : coupes de cheveux mulet ou avec une crête, couleurs fluo et vêtements moulants.
En novembre 2007, le Groupe TF1 est devenu l'agent international de Tecktonik avec pour but de promouvoir la marque en dehors de la France. De nombreux produits dérivés, comme des vêtements ou des boissons énergétiques sont alors commercialisés.
Les clubs doivent obtenir l'autorisation de Cyril Blanc et Alexandre Barouzdin pour utiliser « Tecktonik » ou organiser des soirées « TCK ».
La forte médiatisation dépasse largement ses créateurs, et cette marque rencontre rapidement l'hostilité, considéré comme commercial ou superficiel, en plus de son aspect vestimentaire jugé ringard.
Alors que la désaffection pour cette mode commence à se faire sentir, le club Metropolis annonce en décembre 2008 qu'il n'organise plus de soirées Tecktonik, expliquant que le public original est remplacé par une clientèle bien plus jeune, et donc moins fortunée, dans un contexte de crise économique. La mode s'éteint totalement au début de 2009, le magazine Snatch titrant ainsi en juin « La Tecktonik est-elle morte ? ».

### Héritage
Si elle n'a pas perduré, la tecktonik a permis la popularisation du hardstyle, du jumpstyle, et plus généralement de la danse électro en France. La danse électro s'est aussi exportée en Europe de l'Est et en Amérique latine.